# Geming Lieshi Jinianbei
Geming Lieshi Jinianbei (kinesiska: 革命烈士纪念碑) är ett monument i Kina. Det ligger i provinsen Shandong, i den östra delen av landet, omkring 450 kilometer öster om provinshuvudstaden Jinan. Namnet betyder "Monument över revolutionens martyrer".
Runt Geming Lieshi Jinianbei är det tätbefolkat, med 319 invånare per kvadratkilometer. Närmaste större samhälle är Wendeng, 1,6 km väster om Geming Lieshi Jinianbei. Trakten runt Geming Lieshi Jinianbei består till största delen av jordbruksmark.
Genomsnittlig årsnederbörd är 717 millimeter. Den regnigaste månaden är juli, med i genomsnitt 210 mm nederbörd, och den torraste är januari, med 14 mm nederbörd.